# Iván Maggi
Iván Gabriel Maggi   (Lanús, Buenos Aires, Argentina, 14 de junio de 1999) es un futbolista argentino. Juega de delantero y su equipo actual es Nueva Chicago, de la Primera Nacional de Argentina.

## Trayectoria

### Racing Club
Fue promovido de la reserva por Eduardo Coudet en 2019.
El 13 de marzo de 2021 anota su primer gol con la camiseta de Racing y el primero también en su carrera, ante Platense por la quinta fecha de la Copa de la Liga Profesional 2021.

### San Martín de Tucumán
El 13 de enero de 2022 es cedido por una temporada a San Martín de Tucumán.

### Nueva Chicago
Tras un año a préstamo en Nueva Chicago, el delantero firmó con el club para la temporada 2025.

## Estadísticas

### Clubes
Actualizado hasta su último partido disputado el 12 de julio de 2025.
| Club                          | Div.          | Temporada     | Liga  | Liga  | Liga   | Copas nacionales | Copas nacionales | Copas nacionales | Torneos internacionales | Torneos internacionales | Torneos internacionales | Total | Total | Total  |
| Club                          | Div.          | Temporada     | Part. | Goles | Asist. | Part.            | Goles            | Asist.           | Part.                   | Goles                   | Asist.                  | Part. | Goles | Asist. |
| ----------------------------- | ------------- | ------------- | ----- | ----- | ------ | ---------------- | ---------------- | ---------------- | ----------------------- | ----------------------- | ----------------------- | ----- | ----- | ------ |
| Racing Club Argentina         | 1.ª           | 2019-20       | 1     | 0     | 0      | 1                | 0                | 1                | —                       | —                       | —                       | 2     | 0     | 1      |
| Racing Club Argentina         | 1.ª           | 2021          | 2     | 0     | 0      | 6                | 1                | 1                | 2                       | 0                       | 0                       | 10    | 1     | 1      |
| Racing Club Argentina         | Total club    | Total club    | 3     | 0     | 0      | 7                | 1                | 2                | 2                       | 0                       | 0                       | 12    | 1     | 2      |
| San Martín (T) Argentina      | 2.ª           | 2022          | 16    | 2     | 0      | —                | —                | —                | —                       | —                       | —                       | 16    | 2     | 0      |
| San Martín (T) Argentina      | Total club    | Total club    | 16    | 2     | 0      | 0                | 0                | 0                | 0                       | 0                       | 0                       | 16    | 2     | 0      |
| C. A. Güemes Argentina        | 2.ª           | 2023          | 32    | 7     | 0      | —                | —                | —                | —                       | —                       | —                       | 32    | 7     | 0      |
| C. A. Güemes Argentina        | Total club    | Total club    | 32    | 7     | 0      | 0                | 0                | 0                | 0                       | 0                       | 0                       | 32    | 7     | 0      |
| C. A. Nueva Chicago Argentina | 2.ª           | 2024          | 43    | 6     | 0      | —                | —                | —                | —                       | —                       | —                       | 43    | 6     | 0      |
| C. A. Nueva Chicago Argentina | 2.ª           | 2025          | 18    | 7     | 1      | 1                | 0                | 0                | —                       | —                       | —                       | 19    | 7     | 1      |
| C. A. Nueva Chicago Argentina | Total club    | Total club    | 61    | 13    | 1      | 1                | 0                | 0                | 0                       | 0                       | 0                       | 62    | 13    | 1      |
| Total carrera                 | Total carrera | Total carrera | 112   | 22    | 1      | 8                | 1                | 2                | 2                       | 0                       | 0                       | 122   | 23    | 3      |
| 1. 2. 3.                      |               |               |       |       |        |                  |                  |                  |                         |                         |                         |       |       |        |